# 2023 en Algérie
Chronologie de l’Algérie
- 2019
- 2020
- 2021
- 2022
- 2023
- 2024
- 2025
- 2026
- 2027

Cet article traite des événements qui se sont produits durant l'année 2023 en Algérie.

## Événements

### Janvier
- du 13 janvier au 4 février : Championnat d'Afrique des Nations 2022[1].

### Juillet
- Jeux panarabes de 2023

### Octobre
- Salon international du livre d'Alger 2023

## Décès

### Mars
- 23 mars : Souhila Bel Bahar, artiste peintre

### Mai
- 2 mai : Sid Ali Mazif, réalisateur
- 13 mai : Tayeb Belaïz, homme politique

### Juin
- 26 juin : Salim Saadi, homme politique

### Juillet
- 2 juillet : Fodil Goumrassa, judoka
- 16 juillet : Abdelatif Baba Ahmed, universitaire

### Octobre
- 1 octobre : Hocine Benhadid, général
- 26 octobre : Youcef Khatib, médecin et militant nationaliste
- 28 octobre : Mohamed Medjdoub Salguia, footballeur

### Novembre
- 3 novembre : Djamila Bent Mohamed
- 25 novembre : Layachi Yaker, homme politique

### Décembre
- 13 décembre : Maâmar Ousser, footballeur
- 29 décembre : Khaled Nezzar, Personnalité politique

#### L'année 2023 dans le reste du monde
- L'année 2023 dans le monde
- 2023 en Afrique
- 2023 en Europe, 2023 dans l'Union européenne, 2023 en Belgique, 2023 en France, 2023 en Italie, 2023 en Suisse
- 2023 par pays en Amérique • 2023 par pays en Asie • 2023 en Océanie
- 2023 aux Nations unies
- Décès en 2023
- Pandémie de Covid-19 en Algérie